# Camillo Borghese
Don Camillo Filippo Ludovico Borghese, prins av Sulmona och Rossano, hertig och prins av Guastalla, född 19 juli 1775 i Rom, död 9 maj 1832 i Florens, gifte sig den 6 november 1803 med Pauline Bonaparte, syster till Napoleon I.
Han tillhörde Italiens äldsta adel. Redan på 1790-taket började han sympatisera med revolutionen i Frankrike, och inträdde i franska armén. Efter sitt giftermål med Pauline Bonaparte blev han kejserlig prins, och hertig av Guastalla. Borghese deltog i fälttåget mot Preussen och var 1808–1814 generalguvernör för departementet Piemont, Genua och Parma med hov i Turin.